# Кисель, Вадим Владимирович
Вади́м Влади́мирович Кисе́ль (20 мая 1972 года) — почетный президент Федерации греко-римской борьбы Украины с 2013 года. С 2009 года по декабрь 2013 года занимал должность президента Федерации.
Окончил Национальный университет физического воспитания и спорта Украины в 1993 году по специальности тренер — преподаватель. Является Мастером спорта СССР по греко-римской борьбе, Заслуженным тренером Украины по греко-римской борьбе, членом Национального олимпийского комитета Украины.
За организацию ремонтных работ в Киево-Печерской Лавре и Свято-Успенском Зимненском монастыре, а также за помощь в строительстве Свято-Покровского монастыря в Голосеевской пустыне В. В. Кисель стал кавалером ордена «Князя Владимира Великого» I, II, III степени (в 1995, 1998, 1999 гг.) и награждён орденом «1020 лет Крещения Киевской Руси» (в 2000 году). За содействие Службе безопасности Украины «в решении возложенных на неё задач, за личный вклад в обеспечение госбезопасности Украины и предоставление благотворительной помощи детям сотрудников СБУ, погибших при исполнении служебных обязанностей» награждён нагрудным знаком СБУ.
В 2009 году Вадима Киселя наградили Крестом почета I степени "За становление Украины".
Вадим Владимирович ведёт работу над популяризацией борьбы на Украине. Кроме того, он оказывает финансовую поддержку сборной Украины, открывает залы для молодых спортсменов. Вадим Кисель был награждён Национальным Олимпийским комитетом за вклад в развитие борьбы на Украине. Сергей Бубка лично вручил Вадиму Владимировичу награду и поблагодарил за личные достижения и популяризацию греко-римского стиля.
7 октября 2010 года в Киеве на заседании отчетно-выборной XXIV Генеральной ассамблеи Национального олимпийского комитета Вадим Владимирович Кисель был утвержден в составе НОК Украины на 2011—2014 гг.
14 октября 2017 года Украинская Православная Церковь наградила почетного президента Федерации греко-римской борьбы Украины Вадима Киселя орденом преподобного Нестора Летописца в Киевском Покровском храме на Приорке. Нагрудный знак и почетную грамоту Вадиму Киселю вручил ректор Киевской духовной академии и семинарии митрополит УПЦ Антоний.
В январе 2018 года УПЦ наградила Вадима Владимировича Киселя орденом УПЦ Святого Великомученика Георгия Победоносца "за весомый вклад в развитие православия" и роспись Свято-покровского храма на Приорке в Киеве. 